# Gabriel Bordier
Pour les articles homonymes, voir Bordier.
Gabriel Bordier, né le 8 octobre 1997 à Laval, est un athlète français, spécialiste de la marche athlétique licencié à l'Union Sportive Saint Berthevinoise athlétisme (USSB). Il est également interne en médecine à Angers.

## Biographie
Il débute l'athlétisme à Saint-Berthevin où il s'essaye à toutes les disciplines avant de s'orienter vers les épreuves d'endurance en prenant gout au cross et au demi-fond entrainé par Alain Brault et Guillaume Perchard notamment. Il commence la marche en benjamin avec Richard Delaunay où il performe rapidement, ce qui le motive à poursuivre cette discipline.
En 2014, entrainé par Gilbert Belin, il participe à ses premiers championnats de France chez les cadets à Valence où il remporte le titre devant Thibault Hypolite et Dorian Adam. Dans la même année, il battra le record de France cadet de Jean Blancheteau à Saran avec un chrono de 21 min 23 s 3.
En 2015, il se consacre principalement au concours de première année de médecine qu'il obtient du premier coup avant de reprendre l'entrainement sérieusement pour aller chercher le titre estivale sur 10 000 m marche en Junior.
2016 est l'année de ses premières sélections en équipe de France avec le match FR ALL ITA à Padoue où il finit 3e mais aussi les championnats du Monde junior avec une belle 11e place. Il profite de nouveau du match de Saran en fin de saison pour prendre un nouveau record de France avec une performance de 40 min 52 s sur le 10 000 m junior. Il est entraîné à partir de cette année-là par Gérard Lelievre, ancien marcheur olympique, qui lui apporte son expérience du haut niveau.
Il remporte la médaille de bronze du 20 kilomètres marche aux championnats d'Europe espoirs d'athlétisme 2017 à Bydgoszcz.
En 2018, il est sacré champion de France du 20 km marche puis champion de France du 5 000 m marche. Il participe aux championnats d'Europe de Berlin l'été où il finit 14e sur le 20 km marche.
Il remporte le titre en 5 000 mètres marche aux Championnats de France d'athlétisme en salle 2019 à Miramas ainsi qu'aux Championnats de France d'athlétisme en salle 2020 à Liévin et est médaillé d'argent du 10 km marche aux Championnats de France d'athlétisme 2019 à Saint-Étienne. Avec ses performances de l'année, il est qualifié pour les championnats du monde de Doha au Qatar où il finit 24e dans des conditions difficiles sous la chaleur et l'humidité.
En 2020, il participe au meeting de Podebrady décalé en octobre en raison du confinement lié au Covid-19 où il réalise le chrono de 1 h 20 min 19 s synonyme de minima pour les Jeux olympiques.
Il participe à ses premiers Jeux olympiques à Sapporo en l'été 2021 où il va chercher une 24e place et termine sa saison avec le titre de champion de France sur 20 km chez lui à Laval le 17 octobre.
En 2022, il bat son record sur 10 000 m marche en 38 min 18 s 55 à seulement 10 s du record de France de Yohann Diniz lors des championnats de France élite de Caen et conserve son titre national sur 20 km marche pour la 4e fois consécutive à Gien.
Lors des Championnats de France d'athlétisme 2025 au stade Pierre Paul Bernard de Talence, il établit la meilleure performance mondiale de tous les temps sur 10 000 m masculin avec un temps de temps de 37 min 23 s 99 centièmes réalisé le 2 août 2025. Cela correspond à une vitesse moyenne de 16,04 km/h.
En parallèle de l'athlétisme, Gabriel Bordier est étudiant à la faculté de médecine d'Angers depuis 2014. En 2021, il passe le concours de l'internat en médecine où il termine 552e et se spécialise en rhumatologie au CHU d'Angers.

## Palmarès
| Date | Compétition                                 | Lieu      | Résultat                         | Épreuve         | Temps           |
| ---- | ------------------------------------------- | --------- | -------------------------------- | --------------- | --------------- |
| 2016 | Match international U20                     | Padoue    | 3e                               | 5 000 m marche  | 21 min 22 s 15  |
| 2016 | Championnats du Monde par équipe U20        | Rome      | 17e                              | 10 km marche    | 42 min 50 s     |
| 2016 | Championnats du monde junior                | Bydgoszcz | 11e                              | 10 000 m marche | 41 min 53 s 16  |
| 2017 | Championnats d'Europe U23                   | Bydgoszcz | 3e                               | 20 km marche    | 1 h 23 min 03 s |
| 2017 | Jeux universitaires                         | Taipei    | 16e                              | 20 km marche    | 1 h 38 min 38 s |
| 2018 | Match international Senior                  | Poděbrady | 1er individuel et par équipes    | 20 km marche    | 1 h 23 min 02 s |
| 2018 | Championnats du Monde de marche par équipe  | Taicang   | 37e individuel et 8e par équipes | 20 km marche    | 1 h 27 min 11 s |
| 2018 | Championnats d'Europe                       | Berlin    | 14e                              | 20 km marche    | 1 h 22 min 39 s |
| 2019 | Match international Senior                  | Poděbrady | 9e individuel et 2e par équipes  | 20 km marche    | 1 h 26 min 36 s |
| 2019 | Championnats d'Europe de marche par équipes | Alytus    | 8e individuel et 6e par équipes  | 20 km marche    | 1 h 21 min 43 s |
| 2019 | Championnats d'Europe U23                   | Gävle     | DNF                              | 20 km marche    | DNF             |
| 2019 | Championnats du monde d'athlétisme          | Doha      | 24e                              | 20 km marche    | 1 h 34 min 06 s |
| 2021 | Championnats de marche par équipes          | Poděbrady | 6e individuel et 6e par équipes  | 20 km marche    | 1 h 20 min 10 s |
| 2021 | Jeux olympiques                             | Sapporo   | 24e                              | 20 km marche    | 1 h 25 min 23 s |
| 2022 | Championnats d'Europe                       | Munich    | 19e                              | 20 km marche    | 1 h 28 min 11 s |
| 2025 | Championnats d'Europe de marche par équipes | Poděbrady | 3e                               | 20 km marche    | 1 h 18 min 23 s |

| Date | Compétition                            | Lieu             | Résultat           | Épreuve         | Temps                                |
| ---- | -------------------------------------- | ---------------- | ------------------ | --------------- | ------------------------------------ |
| 2014 | Championnats de France cadet           | Valence          | 1er                | 5 000 m marche  | 21 min 53 s 87                       |
| 2014 | Challenge national des Ligues          | Saran            | 1er                | 5 000 m marche  | 21 min 23 s 3 (record de France U18) |
| 2015 | Championnats de France Junior en salle | Reims            | 4e                 | 5 000 m marche  | 22 min 18 s 84                       |
| 2015 | Championnats de France Junior          | Albi             | 1er                | 10 000 m marche | 45 min 27 s 48                       |
| 2016 | Championnats de France Junior en salle | Metz             | 1er                | 5 000 m marche  | 21 min 22 s 17                       |
| 2016 | Championnats de France Junior          | Chateauroux      | 1er                | 10 000 m marche | 42 min 17 s 70                       |
| 2016 | Challenge national des Ligues          | Saran            | 1er                | 10 000 m marche | 40 min 42 s 7 (record de France U20) |
| 2017 | Championnats de France Espoir en salle | Rennes           | 2e                 | 5 000 m marche  | 20 min 09 s 50                       |
| 2017 | Championnats de France de marche       | La Roche-sur-Yon | 6e                 | 20 km marche    | 1 h 26 min 46 s                      |
| 2018 | Championnats de France Espoir en salle | Lyon             | 1er                | 5 000 m marche  | 20 min 07 s 14                       |
| 2018 | Championnat de France de marche        | Mérignac         | 1er élite, 1er U23 | 20 km marche    | 1 h 24 min 03 s                      |
| 2018 | Championnat de France élite            | Albi             | 1er                | 5 000 m marche  | 19 min 38 s 19                       |
| 2019 | Championnats de France U23 en salle    | Rennes           | 1er                | 5 000 m marche  | 18 min 51 s 73                       |
| 2019 | Championnats de France élites en salle | Miramas          | 1er                | 5 000 m marche  | 19 min 22 s 46                       |
| 2019 | Championnats de France de marche       | Epinal           | 1er élite, 1er U23 | 20 km marche    | 1 h 21 min 55 s                      |
| 2019 | Championnats de France élites          | Saint Etienne    | 2e                 | 10 km marche    | 39 min 53 s                          |
| 2020 | Championnats de France élites en salle | Lievin           | 1er                | 5 000 m marche  | 19 min 03 s 49                       |
| 2020 | Championnats de France élites          | Albi             | 1er                | 10 km marche    | 39 min 17 s                          |
| 2021 | Championnats de France de marche       | Laval            | 1er                | 20 km marche    | 1 h 29 min 16 s                      |
| 2022 | Championnat de France de marche        | Gien             | 1er                | 20 km marche    | 1 h 24 min 02 s                      |
| 2022 | Championnat de France élite            | Caen             | 1er                | 10 000 m marche | 38 min 18 s 55                       |
| 2023 | Championnats de France                 | Albi             | 1er                | 10 km marche    | 39 min 02 s                          |
| 2025 | Championnats de France                 | Talence          | 1er                | 10 000 m marche | 37 min 23 s 99 (WBP*)                |

*WBP : World Best Performance, meilleure performance mondiale de tous les temps.

## Meilleures performances
| Épreuve               | Temps           | Date              | Compétition                                            |
| --------------------- | --------------- | ----------------- | ------------------------------------------------------ |
| 5 000 m marche indoor | 18 min 41 s 89  | 18 janvier 2020   | Championnats régionaux indoor (Nantes, France)         |
| 5 000 m marche        | 18 min 39 s 10  | 22 mai 2022       | 2nd tour des interclubs (Segré, France)                |
| 10 000 m marche       | 37 min 23 s 99  | 2 août 2025       | Championnats de France élites (Talence, France)        |
| 10 km marche          | 39 min 17 s     | 13 septembre 2020 | Championnats de France élites (Albi, France)           |
| 20 km marche          | 1 h 18 min 59 s | 19 août 2023      | Championnats du monde d’athlétisme (Budapest, Hongrie) |